# Aleksandr Pietrow (generał)
Aleksandr Wasiljewicz Pietrow (ros. Алекса́ндр Васи́льевич Петро́в, ur. 1905 w Bałaszysze, zm. w lutym 1989 w Moskwie) – funkcjonariusz radzieckich organów bezpieczeństwa, generał major.

## Życiorys
Syn tokarza, w latach 1919-1921 uczył się w technikum budowlanym w Moskwie, pracował m.in. jako tokarz, we wrześniu 1927 przyjęty do WKP(b), 1930-1932 studiował w Moskiewskim Instytucie Budowy Maszyn Rolniczych, po czym pracował jako inżynier ekonomista Zarządu Artyleryjskiego Armii Czerwonej, w latach 1937-1938 był zastępcą sekretarza komitetu partyjnego Ludowego Komisariatu Przemysłu Obronnego ZSRR, a między 1938-1939 sekretarzem rejonowego komitetu partyjnego. Od 21 sierpnia 1939 do 22 października 1940 zastępca szefa Zarządu NKWD miasta Moskwy w stopniu kapitana bezpieczeństwa państwowego, od 22 października 1940 do 26 lutego 1941 i ponownie od 22 marca do 6 sierpnia 1941 zastępca szefa Zarządu NKWD obwodu moskiewskiego, 29 lipca 1941 awansowany na majora bezpieczeństwa państwowego. Od 6 sierpnia 1941 do 7 maja 1943 I zastępca szefa Zarządu NKWD obwodu moskiewskiego ds. pracy operacyjnej, 14 lutego 1943 awansowany na komisarza bezpieczeństwa państwowego, od 7 maja 1943 do 2 kwietnia 1947 szef Zarządu NKWD/MWD obwodu kujbyszewskiego (obecnie obwód samarski), 9 lipca 1945 mianowany generałem majorem, od 28 kwietnia 1947 do 4 grudnia 1952 szef zarządu trustu "Dalstrojsnab" MWD. Od 6 lutego 1953 do 3 maja 1954 zastępca szefa i szef Zarządu Poprawczego Obozu Pracy i Budownictwa MWD ds. Przemysłu w Asbieście, od maja 1954 do stycznia 1957 zastępca szefa Zarządu Budownictwa nr 585 MWD ds. Zagadnień Ogólnych w Mordwińskiej ASRR, następnie na emeryturze w Moskwie.

## Odznaczenia
- Order Czerwonego Sztandaru (20 września 1943 i 5 listopada 1954)
- Order Czerwonej Gwiazdy (czterokrotnie, w tym 17 lipca 1944, 13 grudnia 1944 i 30 stycznia 1951)
- Odznaka "Zasłużony Funkcjonariusz NKWD" (29 kwietnia 1940)
- Odznaka "50 Lat Członkostwa w KPZR" (8 lipca 1982)

I 10 medali.